# ديف رودجر
ديف رودجر (بالإنجليزية: Dave Rodger)‏ هو مجدف نيوزيلندي، ولد في 18 يونيو 1955 في هاميلتون في نيوزيلندا.

## وصلات خارجية
- ديف رودجر على موقع الاتحاد الدولي للتجديف (الإنجليزية)
- ديف رودجر على موقع اللجنة الأولمبية الدولية (الإنجليزية)
- ديف رودجر على موقع أوليمبيديا (الإنجليزية)
- ديف رودجر على موقع اللجنة الأولمبية النيوزيلندية (الإنجليزية)